# (32472) 2000 SC210
2000 SC210 (asteroide 32472) é um asteroide da cintura principal. Possui uma excentricidade de 0.08196190 e uma inclinação de 11.03301º.
Este asteroide foi descoberto no dia 25 de setembro de 2000 por LINEAR em Socorro.